# Copa Libertadores Femenina 2015
Die Copa Libertadores Femenina 2015 war die siebte Austragung des einzigen internationalen Frauenfußballwettbewerbes für Vereinsmannschaften des südamerikanischen Kontinentalverbandes CONMEBOL. Der Wettbewerb wurde in einem zweiwöchigen Turniermodus erstmals in Kolumbien und damit erstmals nicht in Brasilien zwischen dem 28. Oktober und 8. November 2015 ausgetragen. Sämtliche Partien des Turnieres wurden – anders als bei der Herren-Ausgabe – ohne Rückspiele ausgetragen.

## Teilnehmende Mannschaften
| Land        | Verein                             | Qualifikationsgrund                                           |
| ----------- | ---------------------------------- | ------------------------------------------------------------- |
| Argentinien | UAI Urquiza                        | Meister der Primera División de Fútbol Femenino 2015          |
| Bolivien    | Club San Martín de Porres          | Meister des Campeonato Boliviano de Futebol Feminino 2015     |
| Brasilien   | São José EC                        | Titelverteidiger                                              |
| Brasilien   | Associação Ferroviária de Esportes | Meister des Campeonato Brasileiro de Futebol Feminino 2014    |
| Chile       | CSD Colo-Colo                      | Apertura-Meister der Primera División de Fútbol Femenino 2014 |
| Kolumbien   | CD Formas Íntimas                  | Sieger der Copa Prelibertadores Femenina Colombia 2015        |
| Kolumbien   | CD Real Pasión                     | Finalist der Copa Prelibertadores Femenina Colombia 2015      |
| Ecuador     | Espuce                             | Meister des Campeonato Ecuatoriano de Fútbol Femenino 2015    |
| Paraguay    | Club Cerro Porteño                 | Meister des Campeonato Paraguayo de Fútbol Femenino 2014      |
| Peru        | Universitario de Deportes          | Meister des Campeonato Peruano de Fútbol Femenino 2015        |
| Uruguay     | Colón Fútbol Club                  | Meister des Campeonato Uruguayo de Fútbol Femenino 2014       |
| Venezuela   | Estudiantes de Guárico FC          | Meister des Campeonato Venezolano de Fútbol Femenino 2015     |

## Spielstätten
| Medellín                  | Medellín               | Envigado                  | Girardota         |
| ------------------------- | ---------------------- | ------------------------- | ----------------- |
| Estadio Atanasio Girardot | Estadio Cincuentenario | Estadio Polideportivo Sur | Estadio Municipal |
| Kapazität: 45.087         | Kapazität: 2.500       | Kapazität: 12.000         | Kapazität: 4.000  |

## Gruppenphase

### Gruppe A
| Pl. | Verein                    | Sp. | S | U | N | Tore    | Diff. | Punkte |
| --- | ------------------------- | --- | - | - | - | ------- | ----- | ------ |
| 1.  | São José EC               | 3   | 3 | 0 | 0 | 012:100 | +11   | 09     |
| 2.  | Estudiantes de Guárico FC | 3   | 1 | 1 | 1 | 005:500 | ±0    | 04     |
| 3.  | Club Cerro Porteño        | 3   | 1 | 1 | 1 | 003:700 | −4    | 04     |
| 4.  | CD Real Pasión            | 3   | 0 | 1 | 2 | 001:800 | −7    | 01     |

| 29. Oktober 2015   |     |                           |
| CD Real Pasión     | 0:0 | Club Cerro Porteño        |
| São José EC        | 1:1 | Estudiantes de Guárico FC |
| 31. Oktober 2015   |     |                           |
| CD Real Pasión     | 1:2 | Estudiantes de Guárico FC |
| 1. November 2015   |     |                           |
| São José EC        | 5:0 | Club Cerra Porteño        |
| 2. November 2015   |     |                           |
| Club Cerra Porteño | 3:2 | Estudiantes de Guárico FC |
| São José EC        | 6:0 | CD Real Pasión            |

### Gruppe B
| Pl. | Verein                             | Sp. | S | U | N | Tore    | Diff. | Punkte |
| --- | ---------------------------------- | --- | - | - | - | ------- | ----- | ------ |
| 1.  | Associação Ferroviária de Esportes | 3   | 2 | 1 | 0 | 009:000 | +9    | 07     |
| 2.  | UAI Urquiza                        | 3   | 2 | 1 | 0 | 006:400 | +2    | 07     |
| 3.  | Colón Fútbol Club                  | 3   | 1 | 0 | 2 | 006:900 | −3    | 03     |
| 4.  | Espuce                             | 3   | 0 | 0 | 3 | 002:100 | −8    | 0      |

| 29. Oktober 2015                   |     |                                    |
| Associação Ferroviária de Esportes | 5:0 | Espuce                             |
| UAI Urquiza                        | 4:3 | Colón Fútbol Club                  |
| 31. Oktober 2015                   |     |                                    |
| Associação Ferroviária de Esportes | 4:0 | Colón Fútbol Club                  |
| UAI Urquiza                        | 2:1 | Espuce                             |
| 2. November 2015                   |     |                                    |
| UAI Urquiza                        | 0:0 | Associação Ferroviária de Esportes |
| Espuce                             | 1:3 | Colón Fútbol Club                  |

### Gruppe C
| Pl. | Verein                    | Sp. | S | U | N | Tore    | Diff. | Punkte |
| --- | ------------------------- | --- | - | - | - | ------- | ----- | ------ |
| 1.  | CSD Colo-Colo             | 3   | 3 | 0 | 0 | 011:100 | +10   | 09     |
| 2.  | CD Formas Íntimas         | 3   | 2 | 0 | 1 | 020:300 | +17   | 06     |
| 3.  | Club San Martín de Porres | 3   | 1 | 0 | 2 | 008:160 | −8    | 03     |
| 4.  | Universitario de Deportes | 3   | 0 | 0 | 3 | 002:210 | −19   | 0      |

| 28. Oktober 2015          |      |                           |
| CSD Colo-Colo             | 4:0  | Universitario de Deportes |
| CD Formas Íntimas         | 9:1  | Club San Martín de Porres |
| 30. Oktober 2015          |      |                           |
| CSD Colo-Colo             | 5:1  | Club San Martín de Porres |
| CD Formas Íntimas         | 11:0 | Universitario de Deportes |
| 1. November 2015          |      |                           |
| Universitario de Deportes | 2:6  | Club San Martin de Porres |
| CD Formas Íntimas         | 0:2  | CSD Colo-Colo             |

### Bester Zweitplatzierter
| Pl. | Verein                    | Sp. | S | U | N | Tore    | Diff. | Punkte |
| --- | ------------------------- | --- | - | - | - | ------- | ----- | ------ |
| 1.  | UAI Urquiza               | 3   | 2 | 1 | 0 | 006:400 | +2    | 07     |
| 2.  | CD Formas Íntimas         | 3   | 2 | 0 | 1 | 020:300 | +17   | 06     |
| 3.  | Estudiantes de Guárico FC | 3   | 1 | 1 | 1 | 005:500 | ±0    | 04     |

## Finalrunde

### Halbfinale
|               | Ergebnis |                                |
| ------------- | -------- | ------------------------------ |
| São José EC   | 0:1      | Assoc. Ferroviária de Esportes |
| CSD Colo-Colo | 2:0      | UAI Urquiza                    |

### Spiel um Platz 3
|             | Ergebnis        |             |
| ----------- | --------------- | ----------- |
| São José EC | 1:1 (5:6 i. E.) | UAI Urquiza |

### Finale
| Associação Ferroviária de Esportes                       | Associação Ferroviária de Esportes | CSD Colo-Colo | CSD Colo-Colo |
| -------------------------------------------------------- | --- | --- | ------------- |
| Associação Ferroviária de Esportes                       | \| 8. November 2015 in Medellín (Estadio Atanasio Girardot) \| \| Ergebnis: 3:1 (3:1) \| \| Schiedsrichterin: María Laura Fortunato ( Argentinien) \| | \| 8. November 2015 in Medellín (Estadio Atanasio Girardot) \| \| Ergebnis: 3:1 (3:1) \| \| Schiedsrichterin: María Laura Fortunato ( Argentinien) \| | CSD Colo-Colo |
| Associação Ferroviária de Esportes                       | Cheftrainer: Leonardo Mendes | Cheftrainer: ? | CSD Colo-Colo |
| Associação Ferroviária de Esportes                       | 1:0 Tábatha (18.) 2:0 Tábatha (25.) 3:0 Ana Maria Barrinha (43.)                                                                                      | 3:1 Gloria Villamayor (45.+2') | CSD Colo-Colo |
| 8. November 2015 in Medellín (Estadio Atanasio Girardot) | | |               |
| Ergebnis: 3:1 (3:1)                                      | | |               |
| Schiedsrichterin: María Laura Fortunato ( Argentinien)   | | |               |

## Siegermannschaft
| Associação Ferroviária de Esportes | |
|                                    | - Tor: Amanda - Abwehr: Ana Maria Barrinha; Daiane Rodrigues ; Julia Bianchi; Mimi; Juliana Santos - Mittelfeld: Patrícia Llanos; Nicoly - Sturm: Nenê; Rafa Mineira; Tábatha - Trainer: Leonardo Mendes |

## Beste Torschützinnen
| Rang | Spielerin           | Klub                               | Tore |
| ---- | ------------------- | ---------------------------------- | ---- |
| 1    | Catalina Usme       | CD Formas Íntimas                  | 8    |
| 2    | Rita de Cassia Bove | São José EC                        | 6    |
|      | Gloria Villamayor   | CSD Colo-Colo                      | 6    |
| 4    | Nenê                | Associação Ferroviária de Esportes | 5    |
|      | Yisela Cuesta       | CD Formas Íntimas                  | 5    |